# 楢崎欣弥
楢崎 欣弥（ならざき きんや、1943年8月19日 - 2019年3月15日）は、日本の政治家。民主党所属の元衆議院議員（2期）。
衆議院議員、社会民主連合書記長・副代表を務めた楢崎弥之助は父。母は、部落解放同盟執行委員長の松本治一郎の姪の長女である。名前は泉鏡花の『瀧の白糸』に登場する検事・村越欣弥に由来。

## 来歴
福岡県福岡市生まれ。東福岡高等学校、日本大学法学部政治経済学科卒業。大学卒業後、農用地開発機械公団（現森林整備センター）勤務を経て、父・楢崎弥之助の秘書を務める。
1996年、第41回衆議院議員総選挙に新進党公認で福岡3区から立候補したが、自由民主党の太田誠一に敗れ、落選した。福岡3区は、父・弥之助の選出選挙区であった旧福岡1区に含まれる。なお弥之助が所属していた社会民主連合は1994年に解党し、所属議員の多くは日本新党、新党さきがけに加わったが、弥之助はいずれの党にも入党しなかった。日本新党は1995年、新進党に合流している。
2000年の第42回衆議院議員総選挙では福岡4区に国替えし、選挙区では自民党の渡辺具能に敗れたが、重複立候補していた比例九州ブロックで復活し、初当選した。2003年の第43回衆議院議員総選挙でも渡辺に敗れ、比例復活で再選。2005年の第44回衆議院議員総選挙では、比例復活も叶わず落選した。落選後も第45回衆議院議員総選挙に立候補する意向を示していたが、2007年10月、次期総選挙に立候補せず政界から引退する意向を表明した（後継は古賀敬章）。
2010年、民主党の参議院議員候補・村田直治への投票を呼びかける文書を公示前に作成・郵送し、公選法違反（事前運動、法定外文書頒布）容疑で略式起訴され、30万円の罰金刑を受けた。
2019年3月15日、肺炎のため福岡市中央区の病院で死去。75歳没。

## 政策・主張
2003年、静岡空港建設反対の国会議員署名活動で署名者に加わっている。